# Walter Pagel
Walter Traugott Ulrich Pagel (Berlín, 12 de noviembre de 1898-Londres, 25 de marzo de 1983) fue un médico, patólogo, químico e historiador alemán —emigrado a Londres—, cuyas investigaciones se han tenido en cuenta a lo largo del siglo XX.

## Biografía
Pagel nació en Berlín; era hijo de Julius Leopold Pagel (1851–1912), que publicó, en el año de su nacimiento, una Introducción a la Historia de la Medicina, que le influyó en el futuro. Walter se casó con la Dra. Magda Koll en 1920. Había estudiado secundaria y medicina en su ciudad natal e hizo el doctorado asimismo en Berlín, que finalizó en 1922. Pagel empezó a publicar sobre patología, pero en esa época tuvo una grave enfermedad y se dedicó a estudiar historia de la medicina, con especial énfasis en Johann B. van Helmont y William Harvey, y empezó a estudiar seriamente con el famoso maestro en este campo Henry E. Sigerist. 
A partir de entonces, su carrera universitaria se afirmó: fue profesor de historia en Leipzig, y llegó a ser profesor en Heidelberg en 1931. Sin embargo, pronto se truncó su docencia alemana, pues en 1933 tuvo que emigrar primero a París y de inmediato a Gran Bretaña con su familia, dada la persecución a las personas de origen judío. Pagel murió en Mill Hill.
En el exilio, fue profesor en Cambridge y luego en Londres, y dio un programa de historia de la ciencia que fue apoyado por Joseph Needham. Además trabajó en el  Hospital Central de Middlesex (1939–1956) como patólogo.
Destacó en la historia por buscar las relaciones entre medicina renacentista y la química en Paracelso y en Van Helmont, así como los vínculos entre religión y filosofía en ellos y en Harvey. Por este motivo fue reconocido con la "Dexter Award", de 1969, y con la medalla George Sarton de 1970. Asimismo le dieron, por sus trabajos en patología, el premio Robert Koch, en 1982.

## Obra
- J. B. van Helmont: Einführung in die Philosophische Medizin des Barock, Heidelberg, 1930.
- Virchow und die Grundlagen der Medizin des XIX Jahrhunderts, 1931.
- Background to Modern Science, 1938, con J. Needham.
- Tuberculosis pulmonar: Patología, Diagnosis, Tratamiento y Prevención, 1939, con otros dos autores (4ª ed. 1964).